# قدور بن سليمان المستغانمي
قدور بن سليمان المستغانمي فقيه مالكي، متصوف، من مواليد 1260 هجري مدينة مستغانم، كان من أتباع الطريقة الشاذلية ثم التجانية. توفي عام 1322 هجري 1904 م  ودفن في زاويته بمستغانم.

## شيوخه
- سيد أحمد التيجاني
- سيدي محمد بن محمد الموسوم دفين قصر البخاري

## تلامذته
- مصطفى قارة المستغانمي

## مؤلفاته[3]
1. «ياقوتة الصفا في حقائق المصطفى»
2. «شرح الياقوتة»
3. «جلاء الران وتنوير الجنان» في المواريث
4. «لوامع انوار اليقين»
5. «درر الفيض اللدني فيما يتعلق بالكسب العياني والسني»
6. «المرائي»
7. «لآلي العرفان في نظم قصائد ابن سليمان»